# Lista chorążych reprezentacji Beninu na igrzyskach olimpijskich
Lista chorążych reprezentacji Beninu na igrzyskach olimpijskich – lista zawodników i zawodniczek reprezentacji Beninu, którzy podczas ceremonii otwarcia nowożytnych igrzysk olimpijskich nieśli flagę Beninu.

## Chronologiczna lista chorążych
| Lp. | Rok i miejsce     | Chorąży         | Dyscyplina          |
| --- | ----------------- | --------------- | ------------------- |
| 1   | 1972, Monachium*  | b.d.            |                     |
| 1   | 1980, Moskwa      | b.d.            |                     |
| 2   | 1984, Los Angeles | Firmin Abissi   | Boks                |
| 3   | 1988, Seul        | Félicite Bada   | Lekkoatletyka       |
| 4   | 1992, Barcelona   | Sonya Agbéssi   | Lekkoatletyka       |
| 5   | 1996, Atlanta     | Laure Kuetey    | Lekkoatletyka       |
| 6   | 2000, Sydney      | Laure Kuetey    | Lekkoatletyka       |
| 7   | 2004, Ateny       | Fabienne Féraez | Lekkoatletyka       |
| 8   | 2008, Pekin       | Fabienne Féraez | Lekkoatletyka       |
| 9   | 2012, Londyn      | Jacob Gnahoui   | Judo                |
| 10  | 2016, Rio         | Yémi Apithy     | Szermierka sportowa |
| 11  | 2020, Tokio       | Nafissath Radji | Pływanie            |
| 11  | 2020, Tokio       | Privel Hinkati  | Wioślarstwo         |

* - jako Dahomej